# Instamatic

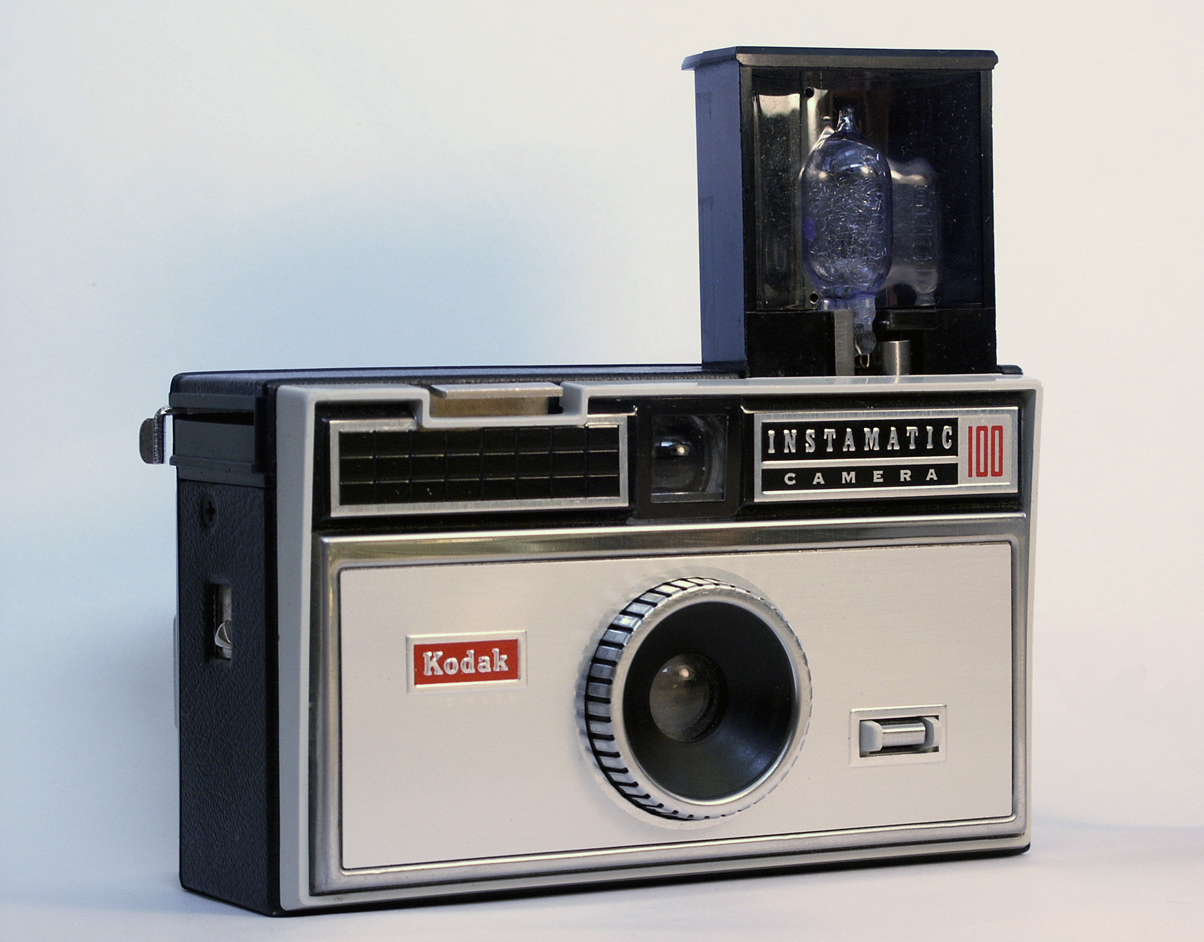
La Instamatic 100, primera Instamatic vendida en los EE. UU.

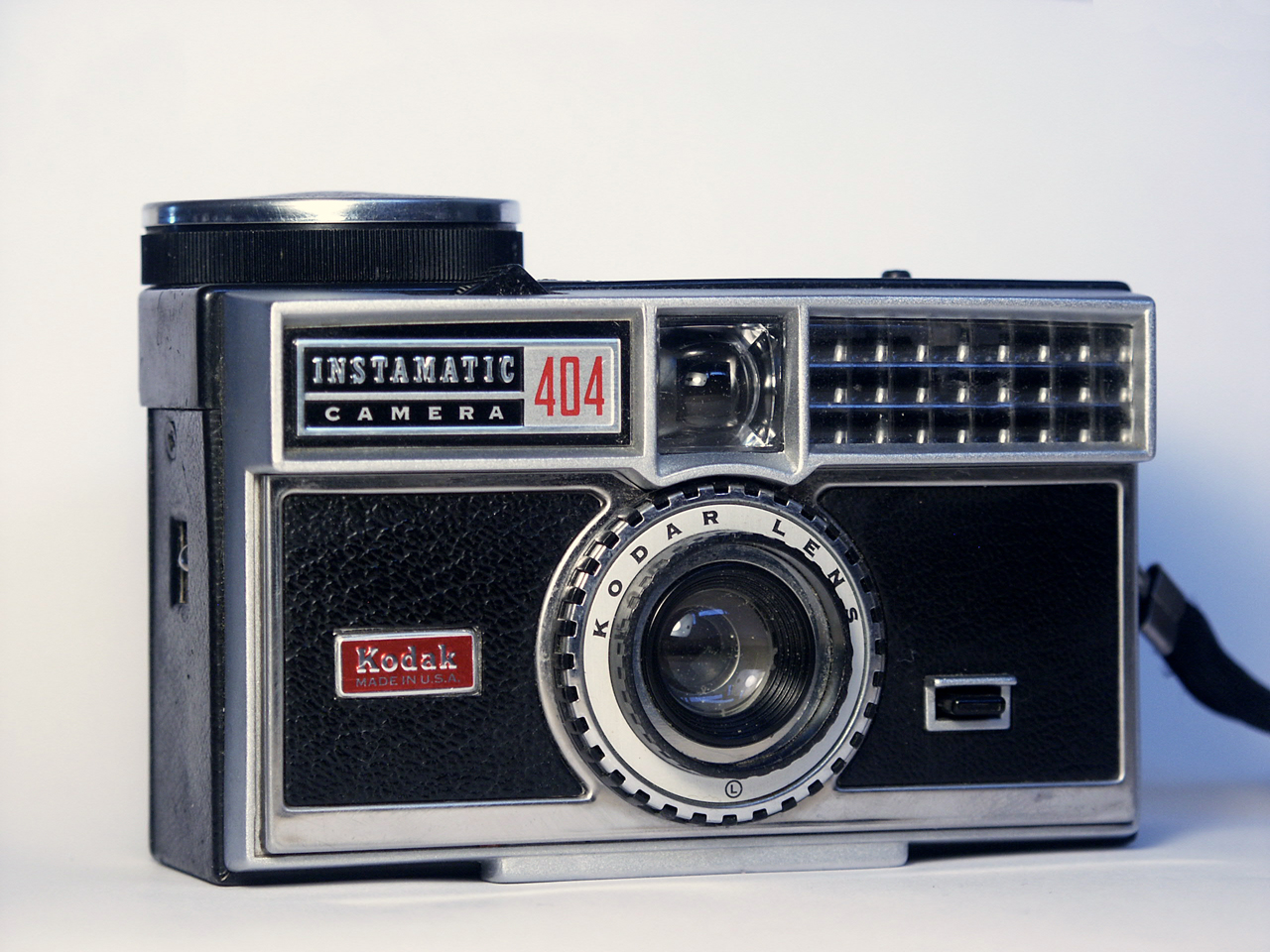
Instamatic 404, con apertura de selenio y control de metro, lente triple Cooke y enrolle automático

Las Instamatic son una serie de cámaras 126 y 110 económicas y fáciles de transportar, fabricadas por Kodak a inicios de 1963. Las Instamatic tuvieron un éxito increíble y, de hecho, introdujeron a toda una generación a la fotografía de bajo presupuesto. También originaron un gran número de imitaciones. 
Fueron tan populares en su época que el nombre Instamatic se sigue usando frecuentemente (y de forma errónea) para referirse a cualquier cámara instantánea de bajo costo. Asimismo, también se usa de forma equivocada para nombrar la línea de cámaras instantáneas de Kodak. 
Kodak también utilizó el nombre Instamatic para algunas cámaras de Super 8.

## Historia

### Primeras Instamatic
La primera Instamatic salió a la venta a principios de 1963 con el precio aproximado de 13 euros (16 dólares). Pronto le siguieron la 300 (que incorporaba un fotómetro), la 400 (con fotómetro y una película con avance manual) y la 700 (con fotómetro, enfoque y velocidades de disparo seleccionables). Estas fueron las primeras cámaras que usaron el 126, nuevo formato de Kodak. El cartucho de película de carga fácil redujo notablemente el coste de producción de las cámaras, ya que servía a la vez como placa fotográfica y como contador de fotografías tomadas.
El diseñador a cargo de la Instamatic fue Dean M. Peterson, también conocido más adelante por muchas de las innovaciones de la cámara compacta de los ochenta. La primera Instamatic que salió al mercado fue la Instamatic 50, lanzada en Reino Unido en 1963, aproximadamente un mes antes del modelo 100. En cambio, el primer modelo lanzado en el mercado estadounidense fue la Instamatic 100 básica. Con una velocidad de disparo de 1/90 s, una apertura de diafragma de f/11 y un lente con distancia focal de 43mm continuó la tradición de las anteriores Kodak Brownie, conformando una cámara simple e instantánea de uso asequible para cualquiera. También ofrecía un sistema de flash incorporado para bombillas AG-1, característica que no tenían las 50. 
La serie de cámaras fue rápidamente creciendo y tenía una variedad de modelos desde la básica aunque popular 100/104, hasta la 800/804, con exposición automática, un chasis de aluminio, telémetro, exposímetro de selenio y un sistema mecanizado de enrolle de la película (las cifras -100/104- se refieren al tipo de flash: los modelos acabados en 0 tenían el flash incorporado, mientras los que acababan en 4 usaban un flash externo - el flashcube). El mejor modelo fabricado en Estados Unidos fue el 814, con lente de cuatro elementos y visor de gama doble. De todos modos, el modelo mejor valorado fue la Instamatic Reflex SLR, fabricada en Alemania (podía aceptar diversos lentes de Retina S-mount) . 

### Éxito comercial
La Instamatic fue un éxito inmediato; más de 50 millones de cámaras Instamatic fueron fabricadas entre 1963 y 1970.
La propia empresa, Kodak, llegó a regalar una cantidad considerable en una promoción conjunta con los pañuelos Scott a principios de 1970, con el propósito de crear un mayor número de fotógrafos y estimular una demanda mayor y constante para su negocio de películas.
Muchos otros fabricantes intentaron capitalizar sus propias cámaras 126 con la popularidad de las Kodak, entre ellos Canon, Olympus, Minolta, Ricoh,  Zeiss Ikon e incluso Rollei. Algunos de estos modelos eran más sofisticados y caros que las cámaras Kodak. La Rollei SL26, por ejemplo, incluía lentes intercambiables, TTL metering (en inglés, Through-the-lens metering - medidor entre lentes) y telémetro, por el precio de $300 (258 euros, aproximadamente). 
Una nueva serie de Instamatic fue presentada en 1970 para sacar provecho de la nueva tecnología del flash Magicube. Estos "magicubes" usaban detonadores pirotécnicos disparados mecánicamente para cada bombilla; lo que suponía una mejora frente a los flashes anteriores, en tanto que la necesidad de baterías desapareció. Las Instamatic con Magicubes se diferenciaban con la nomenclatura X en el número de modelo (ej.: X-15 o 55X).

### Instamatic de bolsillo (Formato 110)

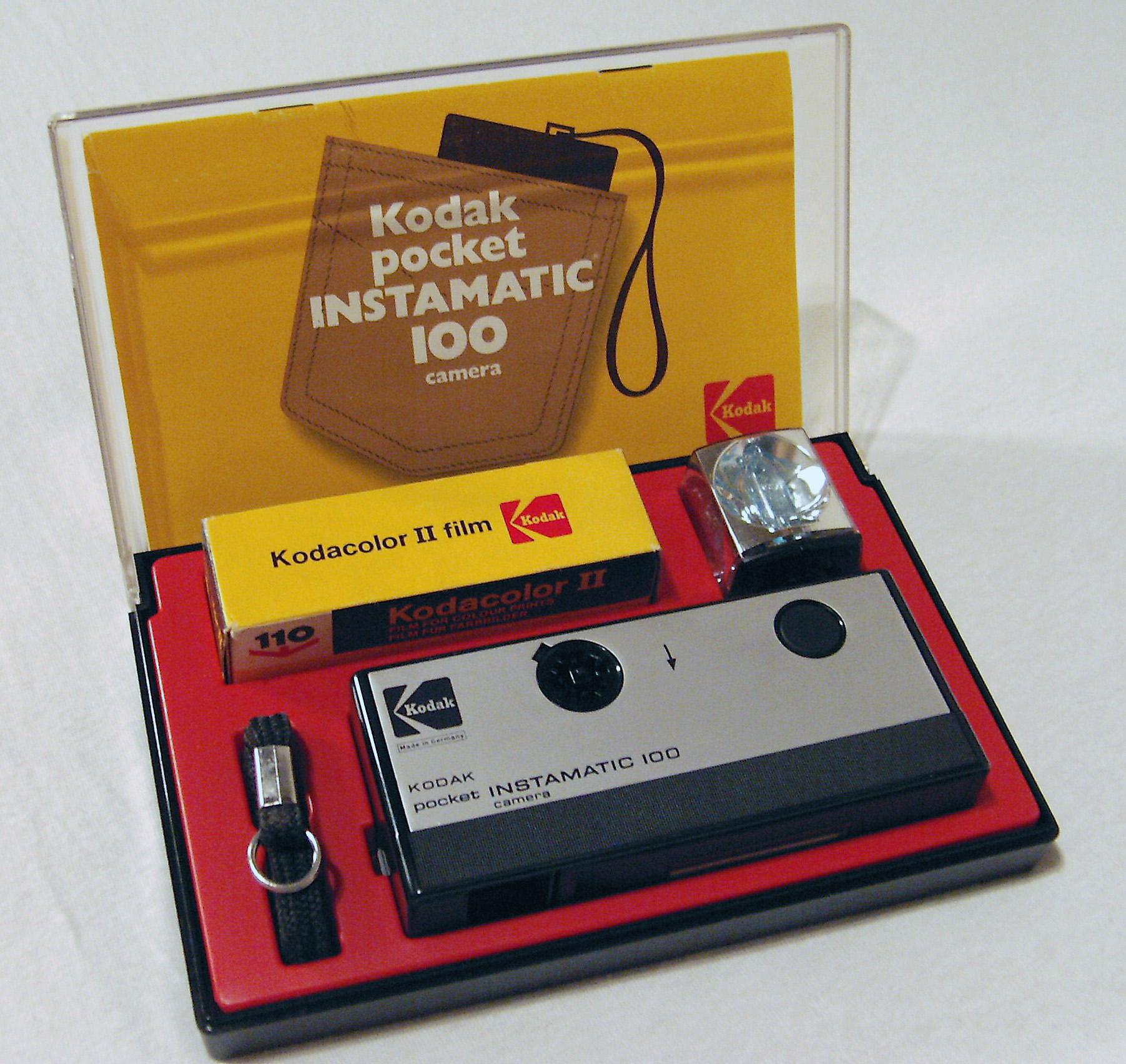
Instamatic de Bolsillo de Kodak, con película de 110.

En 1972, Kodak presentó la serie Instamatic de Bolsillo para su nuevo formato 110. El cartucho de 110 tenía el mismo diseño de (re)carga simple que el formato 126, pero era mucho más pequeño, permitiendo que las cámaras fuesen muy compactas (he ahí la denominación "de bolsillo"). El modelo por excelencia fue la Instamatic de Bolsillo 60, con cuerpo de acero inoxidable, telémetro y exposición automática. Se produjeron más de 25 millones de Instamatic de Bolsillo en menos de tres años y el formato 110 se mantuvo popular hasta la década de los noventa. Aun así, el reducido tamaño limitaba la calidad cuando se usaba la emulsión de la película del momento. Llevado a la práctica, muchas de las imágenes reveladas eran pequeñas, de modo que el problema no resaltó hasta que fueron llevadas a un mayor tamaño.

### Desde mediados de la década de 1970 hasta finales de la década de 1980
En 1976, la serie Instamatic X fue actualizada para el uso del nuevo sistema Flipflash (tipo de flash). Estas cámaras se designaron con el sufijo "F" añadido al número de modelo de su correspondiente Magicube. La X-15F básica fue la última Instamatic vendida en Estados Unidos, manteniéndose a la venta hasta 1988.